# HQ-6
HQ-6, također poznat kao LY-60, obitelj je kineskih projektila protuzračne obrane koje je razvila Šangajska akademija znanosti i tehnologije. Uglavnom se temelji na kineskom PL-11 i talijanskom projektilu Aspide.

## Razvoj
HQ-6 je raketni sustav zemlja-zrak koji je razvila Šangajska akademija znanosti i tehnologije, a uključuje tehnologije projektila PL-11. Projektil PL-11 licencno je proizvedena verzija projektila Aspide, koja se sama temelji na američkoj raketi AIM-7 Sparrow. Nagađalo se da je projektil kopija AIM-7 kada je sustav otkriven kasnih 1970-ih, iako je HQ-6 znatno veći od AIM-7 Sparrow. Projektil HQ-6 prošao je više iteracija, a razvijena je i izvozna varijanta nazvana LY-60.

## Varijante

### PL-11
PL-11  je raketa zrak-zrak (AAM) srednjeg dometa s poluaktivnim radarskim navođenjem (SARH). Riječ je o izvedenici ili kopiji talijanskog projektila zrak-zrak Aspide, koji je pak razvijen iz američkog AIM-7 Sparrow. PL-11 službeno nije dio obitelji projektila zemlja-zrak HQ-6, ali služi kao tehnološka baza za HQ-6.

### HQ-61
HQ-61 prvi je član obitelji projektila HQ-6. Cjelokupni sustav SAM sastoji se od četiri radara postavljena na kamion (jedan radar za traženje/promatranje i tri radara za praćenje/upravljanje paljbom), jednog kamiona za napajanje i šest lansera transportera (TEL). Sama raketa je izravno izvedena iz inačice zrak-zrak PL-11. Ali za razliku od talijanskog Aspidea koji koristi kontejnere kao lansere, HQ-6 umjesto toga koristi tračnice za lansiranje projektila (MLR), a svaki lanser postavljen na kamion ima dvije tračnice za rakete. 
Specifikacije:
- Duljina: 3,99 m
- Promjer: 286 mm
- Raspon krila: 1 m
- Masa: 300 kg
- Brzina: Mach 3
- Maksimalno manevarsko preopterećenje: 35G
- Maksimalno manevarsko preopterećenje [presretanje]: 7G
- Domet: 30 m do 8 km (u visinu), 10 m do 10 km (u duljinu)
- Navođenje: Poluaktivno radarsko navođenje

HQ-61 je raspoređen na fregatu tipa 053H2G Jiangwei. HQ-61 je bio opremljen na četiri fregate tipa 053H2G izgrađene između 1988. i 1991. godine. Kineska mornarica dovela je u pitanje sposobnost projektila, a raketni sustav je na kraju zamijenjen sustavom protuzračne obrane HQ-7.

### HQ-64
HQ-64 je poboljšana verzija HQ-61, koja uključuje iskustvo i tehnologije stečene iz projekta LY-60. Kada je uparen sa zapovjednim vozilom, sustav se naziva HQ-6D PZO. Vatrena se moć udvostručuje povećanjem broja projektila za svaki lanser montiran na kamion s dva na četiri, a zamjenom lansirnih tračnica lanserima s kontejnerskim kutijama, povećava se i pouzdanost. I projektil i transportna vozila izravno su razvijeni iz sustava LY-60. Projektil je manji od projektila HQ-6, no performanse su poboljšane zbog tehnoloških poboljšanja. HQ-64 je prošao državni certifikacijski test i prihvaćen je u kinesku službu 2001.
Svako zapovjedno vozilo može zapovijedati i kontrolirati do četiri baterije HQ-64, povezujući neovisne baterije HQ-64 u integriranu mrežu protuzračne obrane, a pojedinačna mreža HQ-64 može se pak integrirati u veću zona protuzračne obrane. Vrijeme raspoređivanja na terenu sustava HQ-64 SAM je 9 do 15 minuta.
Specifikacije:
- Duljina: 3,89 m
- Promjer: 203 mm
- Masa: 220 kg
- Brzina: Mach 3
- Domet: 30 m do 12 km (u visinu), 10 m do 18 km (u duljinu)
- Navođenje: Poluaktivno radarsko navođenje

## Trenutni operateri
- Kina
- Pakistan
- Etiopija[10]
- Maroko
- Sudan